# 喬治城大學驚嘆隊
乔治敦大学惊叹队（英語：Georgetown Hoyas）是大学运动会中代表乔治敦大学的官方代表队，作为全美大学体育协会第一级的一员，惊叹队有23种运动项目，大部分参与大东联盟。该队的男子篮球队是其最为知名和最成功的运动队。